# Bănărești
Bănărești – wieś w Rumunii, w okręgu Ardżesz, w gminie Săpata. W 2011 roku liczyła 407 mieszkańców.